# 梁耀忠
梁耀忠（英語：Leung Yiu-chung；1953年5月19日—），又稱阿忠、白頭佬，廣東中山人，出生及成長於香港，前任香港立法會區議會（第二）功能界別議員，曾任香港葵青區議會葵芳選區議員長達36年。街坊工友服務處執行監督，香港泛民主派人士。他曾五次當選新界西選區地區直選立法會議員。但因不喜歡主持會議，自出任立法會議員以來，鮮有擔任委員會主席，包括在2016年香港立法會主席選舉中，因無法主持會議，導致梁君彥在混亂的情況下成為立法會主席。
2016年，他代表街工及香港泛民主派，參加2016年香港立法會選舉的區議會（第二）功能界別，最終成功當選。2021年4月16日，因參與2019年8.18未經批准的遊行，梁耀忠被法庭判囚8個月，緩刑一年。由於判囚超過3個月，其區議會議席因此喪失，於2021年2月27日結束其長達36年的區議員生涯。

## 參政經歷

### 新青學社
民運人士劉山青於1975年成立工人夜校新青學社，梁耀忠在1978年從英國回港後加入成為當中的一名義工。其後，劉山青於1981年在中國大陸被捕，判以反革命罪名，梁耀忠繼承新青學社，並改組為「街坊工友服務處」。

### 葵青七子
適逢香港26座問題公屋醜聞，梁耀忠帶領受災最重的葵芳廉租屋村居民調查，揭發承建商偷工減料，導致葵芳村第五座需要即時拆卸，而葵芳村其餘十幢大廈均需於樓齡未足廿年之下重建。梁因而在1985年當選葵青區議會葵芳及葵興選區議員。與當時同期當選的李永達、單仲偕、梁廣昌等並稱「葵青七子」。梁是葵青區和新界西資深的社區領袖，自1985年起當選區議員後，一直在葵芳選區連任至今；2003年香港區議會選舉，更以全港最高票連任，成為票王。

### 參選立法局
1991年首度參選香港立法局落敗，1995年通過立法局新九組的紡織及製衣界當選。為突顯代表基層的形象，他甚少穿西裝出席會議。

### 成為首名被逐離場的議員
1996年，在立法局會議中以一句「臭罌出臭草」諷刺主權移交後的行政長官選舉不民主及小圈子，被時任立法局主席黃宏發驅逐揚名，成為香港立法機關歷史上，首名被驅逐出場的立法局議員。

### 重返立法會
1997年6月30日，他隨其他民主派議員一同「落車」。
1998年香港立法會選舉，成功當選重返香港立法會，並在2000年、2004年、2008年、2012年的立法會選舉中，連任新界西地區直選立法會議員。
2003年香港區議會選舉，街坊工友服務處只派出四人在葵青區的石蔭、安蔭、葵興及葵芳參選，均告勝出，其中同時為民主派前綫執委，在安蔭選區大勝的梁永權，當選葵青區議會副主席。梁並在2004年香港立法會選舉中，夥拍葵青區議會石蔭選區區議員尹兆堅參選立法會，但只有梁當選。數年後，尹兆堅退出街工，加入民主黨。
2010年11月，傳媒報導退出了公民黨的張超雄，有意和他、何秀蘭及李卓人合組前進聯盟。其後，在街工會員大會上，大比數否決街工加入工黨，而梁耀忠也被會員否決以個人身份加入。梁耀忠會後對結果坦言「愕然」，擱置加入工黨的計劃。
2016年香港立法會選舉，作為少數兼任區議員的泛民主派立法會議員，他代表泛民主派參加俗稱「超級區議會」的區議會 (第二) 功能界別。他代表泛民主派中偏向基層及勞工權益的聲音，最終成功當選。

## 區議會
歷屆選舉結果
| 政党   | 政党   | 候选人    | 票数  | %     | ±      |
| ------ | ------ | --------- | ----- | ----- | ------ |
|        | 街工   | ①. 梁耀忠 | 4,766 | 59.10 | ▼7.92  |
|        | 民建聯 | ②. 林映惠 | 2,997 | 37.17 | 不適用 |
|        | 獨立   | ③. 曾子麟 | 301   | 3.73  | 不適用 |
| 多数票 | 多数票 | 多数票    | 1,769 | 21.94 | 不適用 |

| 政党   | 政党   | 候选人      | 票数  | %     | ±      |
| ------ | ------ | ----------- | ----- | ----- | ------ |
|        | 街工   | ①. 梁耀忠   | 3,301 | 67.03 | ▼24.04 |
|        | 勞聯   | ②. 陳萬聯應 | 1,624 | 32.97 | 不適用 |
| 多数票 | 多数票 | 多数票      | 1,677 | 34.05 | 不適用 |

| 政党   | 政党   | 候选人    | 票数  | %     | ±      |
| ------ | ------ | --------- | ----- | ----- | ------ |
|        | 街工   | ①. 梁耀忠 | 3,944 | 91.06 | ▲4.41  |
|        | 無黨派 | ②. 陳榮禮 | 387   | 8.94  | 不適用 |
| 多数票 | 多数票 | 多数票    | 3,557 | 82.13 | 不適用 |

| 政党   | 政党   | 候选人    | 票数  | %     | ±      |
| ------ | ------ | --------- | ----- | ----- | ------ |
|        | 無黨派 | ①. 梁雪芳 | 594   | 13.34 | 不適用 |
|        | 街工   | ②. 梁耀忠 | 3,858 | 86.66 | ▲2.85  |
| 多数票 | 多数票 | 多数票    | 3,264 | 73.32 | 不適用 |

| 政党   | 政党   | 候选人    | 票数  | %     | ±      |
| ------ | ------ | --------- | ----- | ----- | ------ |
|        | 民建聯 | ①. 吳勝雄 | 615   | 11.42 | 不適用 |
|        | 無黨派 | ②. 呂景榮 | 257   | 4.77  | 不適用 |
|        | 街工   | ③. 梁耀忠 | 4,512 | 83.80 | ▲22.03 |
| 多数票 | 多数票 | 多数票    | 3,897 | 72.38 | 不適用 |

| 政党   | 政党   | 候选人    | 票数  | %     | ±      |
| ------ | ------ | --------- | ----- | ----- | ------ |
|        | 民建聯 | ①. 陳勇   | 1,785 | 38.22 | 不適用 |
|        | 街工   | ②. 梁耀忠 | 2,885 | 61.78 | 不適用 |
| 多数票 | 多数票 | 多数票    | 1,100 | 23.55 | 不適用 |

| 政党   | 政党   | 候选人 | 票数     | %      | ±      |
| ------ | ------ | ------ | -------- | ------ | ------ |
|        | 街工   | 梁耀忠 | 自動當選 | 不適用 | 不適用 |
| 多数票 | 多数票 | 多数票 | 不適用   | 不適用 | 不適用 |

| 政党   | 政党   | 候选人 | 票数  | %     | ±      |
| ------ | ------ | ------ | ----- | ----- | ------ |
|        | 街工   | 梁耀忠 | 3,172 | 46.51 | 不適用 |
|        | 街工   | 徐柏林 | 2,806 | 41.14 | 不適用 |
|        | 無黨派 | 旋木楊 | 842   | 12.35 | 不適用 |
| 多数票 | 多数票 | 多数票 | 1,964 | 28.80 | 不適用 |

| 政党   | 政党       | 候选人 | 票数  | %     | ±      |
| ------ | ---------- | ------ | ----- | ----- | ------ |
|        | 街工       | 梁耀忠 | 2,702 | 41.88 | 不適用 |
|        | 街工/ 民協 | 徐柏林 | 2,190 | 33.95 | 不適用 |
|        | 無黨派     | 張潤泉 | 780   | 12.09 | 不適用 |
|        | 無黨派     | 馬樹逸 | 779   | 12.08 | 不適用 |
| 多数票 | 多数票     | 多数票 | 1,410 | 21.86 | 不適用 |

| 政党   | 政党   | 候选人 | 票数  | %     | ±      |
| ------ | ------ | ------ | ----- | ----- | ------ |
|        | 街工   | 梁耀忠 | 3,912 | 55.78 | 不適用 |
|        | 無黨派 | 鄭永津 | 2,284 | 32.57 | 不適用 |
|        | 無黨派 | 游志強 | 817   | 11.65 | 不適用 |
| 多数票 | 多数票 | 多数票 | 1,467 | 20.92 | 不適用 |

## 家庭
前妻黎紹珍亦是前社會運動中人，自中學時代已是活躍份子，且与梁皆曾为革命马克思主义者同盟成員。黎亦曾是立法會議員何秀蘭的助理、泛民主派政黨前綫的秘書，現已淡出民主及社會運動。梁與黎育有一子。

## 爭議

### 「五區公投」立場
2010年梁耀忠多次與「五區公投」民主運動中和社民連開火，並曾建議兩黨取消五區辭職行動，受到網民極大反響。梁耀忠最終在2010年政改方案中投下反對票。

### 常缺席投票
以民生為政綱的梁耀忠，在立法會房屋事務委員會投票以權力及特權條例調查鉛水事件時，與涂謹申及陳偉業一同缺席投票，被人質疑是他們導致動議被否決。然而，房屋事務委員會的投票並無法定約束力，即使投票通過亦要再交由立法會大會審議。其後，民主派在立法會大會中提出引用特權法，成立獨立專責調查委員會調查公屋食水含鉛超標事件，梁耀忠投下贊成票，但議案在建制派反對下被否決。

### 2016年立法會主席選舉風波
在2016年10月12日立法會首次會議，按照議事規則，由立法會最資深的議員負責主持立法會主席的選舉。由於最資深的涂謹申獲非建制派推舉出選立法會主席，因此由第二資深的梁耀忠負責主持會議，梁耀忠在過去擔任議員的21年間，因不喜歡擔任委員會主席，2016年前從未擔任過任何委員會的主席及主持會議的經驗。
不過，獲建制派推舉的梁君彥因被揭擁有英國國籍，參選香港立法會主席的資格成疑，但梁君彥在選舉主席當日已展示其已放棄英國國籍的官方文件。首次會議當日，三位非建制派議員游蕙禎、梁頌恆、姚松炎宣誓無效，而被立法會秘書處剝奪參與投票的權利（2012年黃毓民同樣無進行有效宣誓，但獲容許參與投票。但兩者情況有所不同，立法會秘書長當時並無即時表示黃毓民宣誓無效，而是事後由立法會主席曾鈺成要求黃毓民重新宣誓。相反，今次事件中，監誓的秘書長即時表示無法為三位議員監誓）。當時梁耀忠不滿有關決定，但按議事規則，他必須在議員宣誓後隨即進行投票。因此他決定離席抗議，不再主持主席投票。席上第三資深的建制派石禮謙按議事規則代他主持會議。石禮謙其後無視非建制派議員的不滿，決定啟動投票，梁君彥在非建制派離場及撕毀選票抗議的情況下，以38票當選主席
。
根據立法會議事規則，當時主持會議的梁耀忠作為代主席事實上是擁有主席的權力。事後，大批網民在其Facebook專頁留言，批評他缺乏處事能力，並認為背負逾30萬選票的他無盡議員的責任，呼籲他應立即辭去立法會議員職務。梁耀忠事後兩度致歉，但指立法會秘書處誤導他指當時主持會議的他並沒有主席的權力。對此，刚刚卸任的立法會前主席曾鈺成表示，主持星期三大會會議的梁耀忠和石禮謙權力等同主席，但是否有權判斷未完成宣誓的議員能否參與會議，議事規則並未清楚界定，新一屆議事規則委員會需要釐清。

### 2019年香港七一衝突
示威者企圖衝破立法會玻璃門時，梁耀忠曾擋在玻璃門前試圖阻止示威者衝撞。

## 涉及刑事案件

### 8.18集會案
2020年4月18日，李柱銘與多名同屬前任及現任立法會議員和多名泛民主派人士，包括區諾軒、梁國雄、楊森、李卓人、吳靄儀、單仲偕、何俊仁、何秀蘭、梁耀忠、黎智英、時任民陣副召集人陳皓桓、社民連的吳文遠、黃浩銘和民主黨的蔡耀昌達15人，被警方以參加於8月18日，10月1及20日的未經批准集會為由，以非法集結為名於同日作出拘捕。5月18日下午，案件被告於西九龍裁判法院提堂，分三案處理，暫毋須答辯，控方申請押後案件四周至6月1 日再訊，以便控方準備文件將案件轉介至區域法院處理，期間各被告獲准各以1,000元保釋候訊。
2021年2月16日，西九龍法院開審8.18集會未經批准集結案，梁耀忠为被告之一，当庭認罪。由於辯方臨時表示要呈交專家報告，法庭將案押後至17日繼續。
2021年4月16日，梁耀忠被判囚8個月，緩刑1年，他因此失去區議員資格。

## 著作
- 《我固執而持久地，過這種生活》（香港2010年10月初版）（ISBN 978-988-8011-19-3）

## 大众文化
《等候董建華發落》鄧樹榮 飾 梁忠勤（角色以梁耀忠為原型）

## 外部連結
- 街坊工友服務處網頁（页面存档备份，存于）
- 梁耀忠
- 香港立法會議員：梁耀忠議員履歷

| 議會席位      | 議會席位                                                | 議會席位                |
| ------------- | ------------------------------------------------------- | ----------------------- |
| 前任： 鄭永津 | 葵青區議會 葵涌中選區區議員 1985年3月8日－1994年9月18日 | 選區分拆為 葵興以及葵芳 |
| 首任          | 葵青區議會 葵芳選區區議員 1994年9月19日－2021年2月26日  | 繼任： 懸空             |